# WWE Over the Limit

WWE Over the Limit était un pay-per-view de catch professionnel, tenu dans le Connecticut (aux États-Unis), produite et annuellement télédiffusée par la fédération World Wrestling Entertainment (WWE). La première édition de cet événement a eu lieu en 2010 dans le but de remplacer l’événement Judgment Day à partir du mois de mai.
En 2013, la WWE remplace le pay-per-view par Battleground.

## Historique deOver the Limit
| # | Spectacle             | Date        | Ville                      | Lieu            | Main event                                                                 |  |
| - | --------------------- | ----------- | -------------------------- | --------------- | -------------------------------------------------------------------------- |  |
| 1 | Over the Limit (2010) | 23 mai 2010 | Détroit (Michigan)         | Joe Louis Arena | John Cena (c) contre Batista dans un I Quit match pour le WWE Championship |  |
| 2 | Over the Limit (2011) | 22 mai 2011 | Seattle (Washington)       | KeyArena        | John Cena (c) contre The Miz dans un I Quit match pour le WWE Championship |  |
| 3 | Over the Limit (2012) | 20 mai 2012 | Raleigh (Caroline du Nord) | PNC Arena       | John Cena contre John Laurinaitis                                          |  |